# Ivan Varga (politik)
Ivan Varga (15. června 1953 – 14. září 2021) byl poslanec Národní rady Slovenské republiky za SMER-SD.

## Životopis
Varga absolvoval v roce 1977 chemickotechnologickou fakultu SVŠT v Bratislavě. Od skončení školy až do roku 2002 pracoval v Slovakofarmě Hlohovec na různých pozicích, naposledy ve funkci ředitele pro vědu a výzkum.
Byl zvolen poslancem NR SR ve volebním období 2002–2006 za stranu SMER, která od 1. ledna 2005 působí pod názvem SMER – sociální demokracie. Byl členem Výboru NR SR pro zemědělství. Ve volebním období 2006–2010 byl členem parlamentního výboru pro finance, rozpočet a měnu.

## Obvinění z napadení
Poslanec Jozef Viskupič (OĽaNO) ho 18. září 2013 obvinil, že jej spolu s dalšími čtyřmi poslanci ze SMERu, když byli pod vlivem alkoholu, fyzicky napadli kvůli sporu o papírovou maketu Roberta Fica.